# Sibel Kıcıroğlu
Sibel Kıcıroğlu (geboren als Sibel Karameke am 7. Februar 1995 in Manisa) ist eine türkische Handballspielerin. Sie gehört sowohl der Nationalmannschaft im Hallen- wie auch im Beachhandball an. Sie spielt im linken oder zentralen Rückraum.

## Hallenhandball
Sibel Kıcıroğlu spielt für den Erstligisten İzmir Büyükşehir Belediyespor. 2014 wurde sie zur besten Nachwuchsspielerin der türkischen ersten Frauenliga gewählt. Mehrfach spielte sie mit İzmir international. 2012/13 scheiterte sie mit ihrer Mannschaft in der dritten Runde des EHF-Europapokals der Pokalsieger an TSV Bayer 04 Leverkusen. Auch im Challenge Cup 2014/15 scheiterte İzmir in der dritten Runde, 2015/16 kam die Mannschaft bis ins Viertelfinale, wo man an EKS Start Elbląg scheiterte. Beim EHF European Cup der Frauen 2020/21 scheiterte İzmir in der dritten Runde in einem innertürkischen Duell an Yalıkavak Spor Kulübü. Mit 14 Treffern war Kıcıroğlu beste Werferin ihrer Mannschaft in den beiden Spielen der Runde.
Kıcıroğlu durchlief verschiedene türkische U-Nationalmannschaften. Mit der Nationalmannschaft spielte sie unter anderem in der Qualifikation zur Europameisterschaft 2016, scheiterte aber mit der Türkei in der Qualifikation an Dänemark und Russland. 2018 nahm sie mit der türkischen Nationalmannschaft an den Mittelmeerspielen teil und wurde Fünfte. In den Qualifikationsspielen zu den Europameisterschaften 2020 war sie eine der zentralen türkischen Spielerinnen. Mittlerweile (Stand 2020) ist sie Spielführerin der türkischen Nationalmannschaft.

## Beachhandball
Mit der Jugendnationalmannschaft spielte Kıcıroğlu bei den Jugend-Europameisterschaften 2012 in Batumi. Nach einer guten Vorrunde und einem Sieg gegen die Gastgeberinnen im Viertelfinale musste sich die Mannschaft im Halbfinale Norwegen und im kleinen Finale Ungarn geschlagen geben. Ein Jahr später bei den Juniorinnen-Europameisterschaften 2013 hatte Kıcıroğlu als überragende Specialist mit der Mannschaft etwas mehr Glück. Nach einer sehr guten Vorrunde einschließlich eines Sieges in der Vorrunde über die zu dieser Zeit alles überragenden Ungarinnen im Shootout qualifizierte sich die Mannschaft als zweite der Vorrundengruppe für das Halbfinale, unterlag dort aber Dänemark. Im Spiel um den dritten Platz konnte Russland im Shootout geschlagen werden. Kıcıroğlu traf dabei zur Hälfte der 34 türkischen Punkte in der regulären Spielzeit. Insgesamt erzielte sie in acht Spielen 134 Punkte und war damit mit weitem Abstand beste Werferin der Türkei. In der Vorrunde erzielte sie gegen Russland und Norwegen jeweils 20, gegen Spanien sogar 28 Punkte. In allen Spielen war sie beste türkische Werferin und nie erzielte sie weniger als zehn Punkte. Sie war beste Torschützin des Turniers und kam damit in das All-Star-Team.

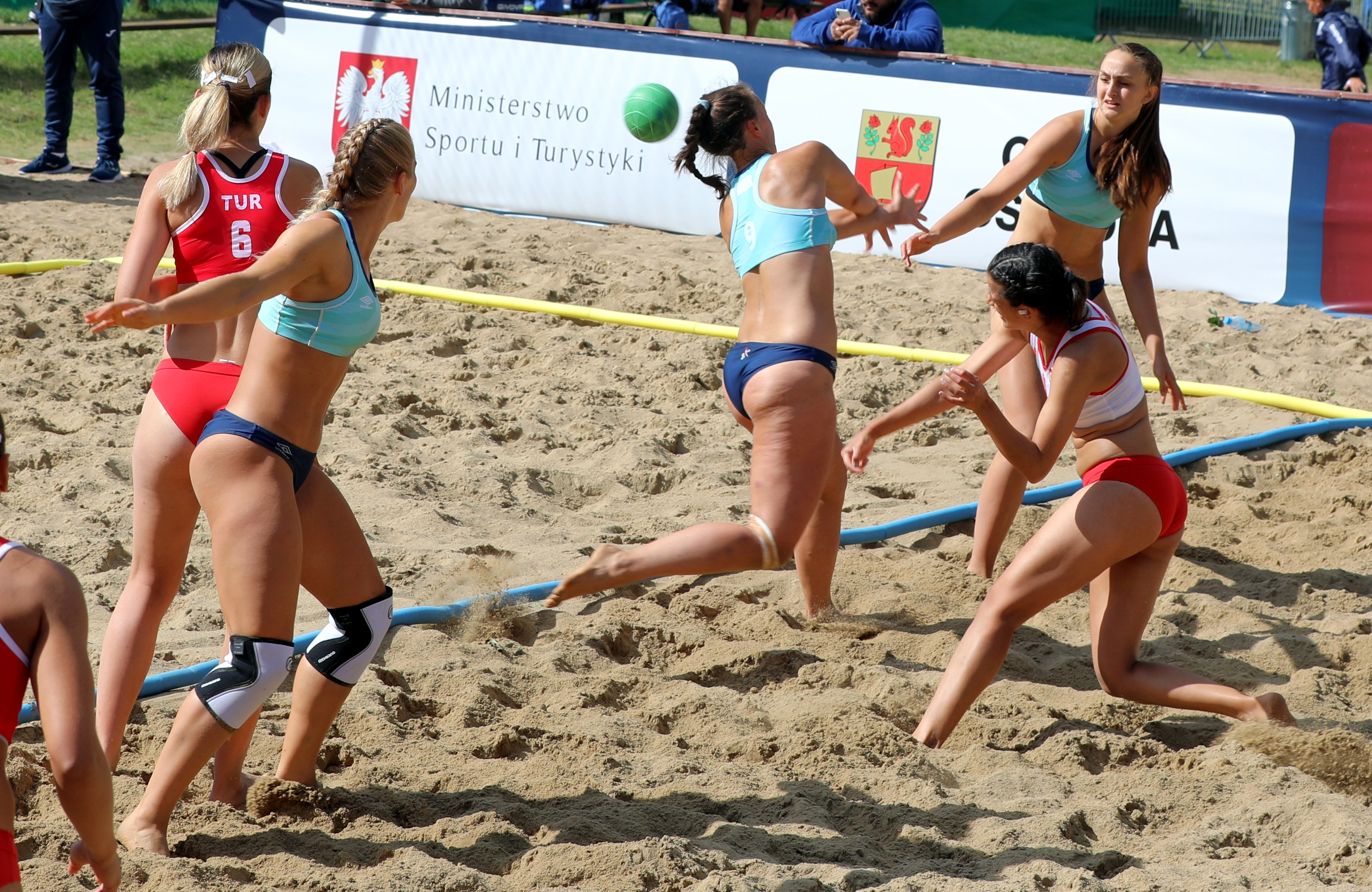
Kıcıroğlu (rechts) beim Torwurf gegen Norwegen in der Vorrunde der EM 2017; Neslihan Çalışkan (8), Elisabeth Hammerstad (3), Julie Aspelund Berg (9), Susanne Pettersen (8) (von links)

Mit der Beachhandball-Nationalmannschaft der Frauen trat Kıcıroğlu 2015 bei den ersten Mediteranen Beach-Games 2015 in Pescara an und gewann mit der Mannschaft im Spiel um den dritten Platz gegen Tunesien die Bronzemedaille. Sie nahm auch an den Europameisterschaften 2019 in Stare Jabłonki teil. Nachdem  die Türkei in ihrer Vorrunde nur gegen Rumänien gewonnen hatte, spielte die Mannschaft anschließend in der Trostrunde. Von dort ging die Mannschaft ungeschlagen in die Platzierungsspiele. Nach einem Sieg gegen Italien und einer Niederlage gegen Russland gewann die Türkei das abschließende Spiel um den elften Platz gegen die polnischen Gastgeberinnen. Kıcıroğlu kam in neun der zehn Spiele zum Einsätze und erzielte 62 Punkte und damit nach Neslihan Çalışkan (88) und Nurceren Akgün Göktepe (69) drittbeste Scorerin ihrer Mannschaft. Gegen die Schweiz war sie mit acht Punkten beste Werferin ihres Teams, gegen Zypern sowie gegen Russland erzielte sie mit zehn ihre meisten Punkte in einem Spiel. Nicht zum Einsatz kam sie gegen den großen Außenseiter Nordmazedonien im letzten Trostrundenspiel.

## Einzelbelege
1. ↑  handball-world: 29:19 gegen die Türkei - Qualifikation zur U19-EM für Deutschland perfekt. Abgerufen am 8. Februar 2021.
2. ↑  Hentbolhaber Net : Türkiye`nin En Güncel Hentbol Haber Sitesi: A Milliler kampta. In: HentbolHaber.Net. 4. Oktober 2015, abgerufen am 8. Februar 2021.
3. ↑  Türkiye Milli Olimpiyat Komitesi. Abgerufen am 8. Februar 2021.
4. ↑  "Takım olarak tecrübe kazanacağız". Abgerufen am 8. Februar 2021 (türkisch).
5. ↑  Sibel Kıcıroğlu: Takım olarak tecrübe kazanacağız. Abgerufen am 8. Februar 2021 (türkisch).
6. ↑  European Handball Federation - 2012 Women's ECh Beach Handball 18 / Final Tournament. Abgerufen am 8. Februar 2021 (englisch).
7. ↑  Editor: Hungary has the best youth beach handball! In: Handball Planet. 8. Juli 2013, abgerufen am 8. Februar 2021 (amerikanisches Englisch).
8. ↑  European Handball Federation - 2013 Women's ECh Beach Handball 19 / Final Tournament. Abgerufen am 8. Februar 2021 (englisch).
9. ↑  European Handball Federation - 2019 Women's ECh Beach Handball / Final Tournament. Abgerufen am 8. Februar 2021 (englisch).

| Personendaten    | Personendaten                                  |
| ---------------- | ---------------------------------------------- |
| NAME             | Kıcıroğlu, Sibel                               |
| ALTERNATIVNAMEN  | Karameke, Sibel (Geburtsname)                  |
| KURZBESCHREIBUNG | türkische Handball- und Beachhandballspielerin |
| GEBURTSDATUM     | 7. Februar 1995                                |
| GEBURTSORT       | Manisa                                         |